# 알렉산드라 헤디슨
알렉산드라 헤디슨(영어: Alexandra Hedison, 1969년 7월 10일 ~ )은 미국의 배우, 사진가이다.